# Козинка (річка)
Кози́нка — річка в Україні, у Обухівському районі Київської області. Права притока Дніпра (басейн Чорного моря).

## Опис
Довжина річки 19 км., похил річки — 0,05 м/км. Площа басейну 76,0 км².

## Розташування
Бере початок на північному заході від Романків біля Конча-Заспи. Тече переважно на південний схід через Козин, понад Плютами і впадає у річку Дніпро.
Поруч з річкою проходить автомобільна дорога Р01